# Abbaye Saint-Spire de Corbeil
L'abbaye Saint-Spire de Corbeil (latin S. Exuperii Corboilensis) est une abbaye séculière et collégiale disparue qui était située sur le territoire de l'actuelle commune de Corbeil-Essonnes, en Essonne.

## Histoire

### Fondation de l'établissement

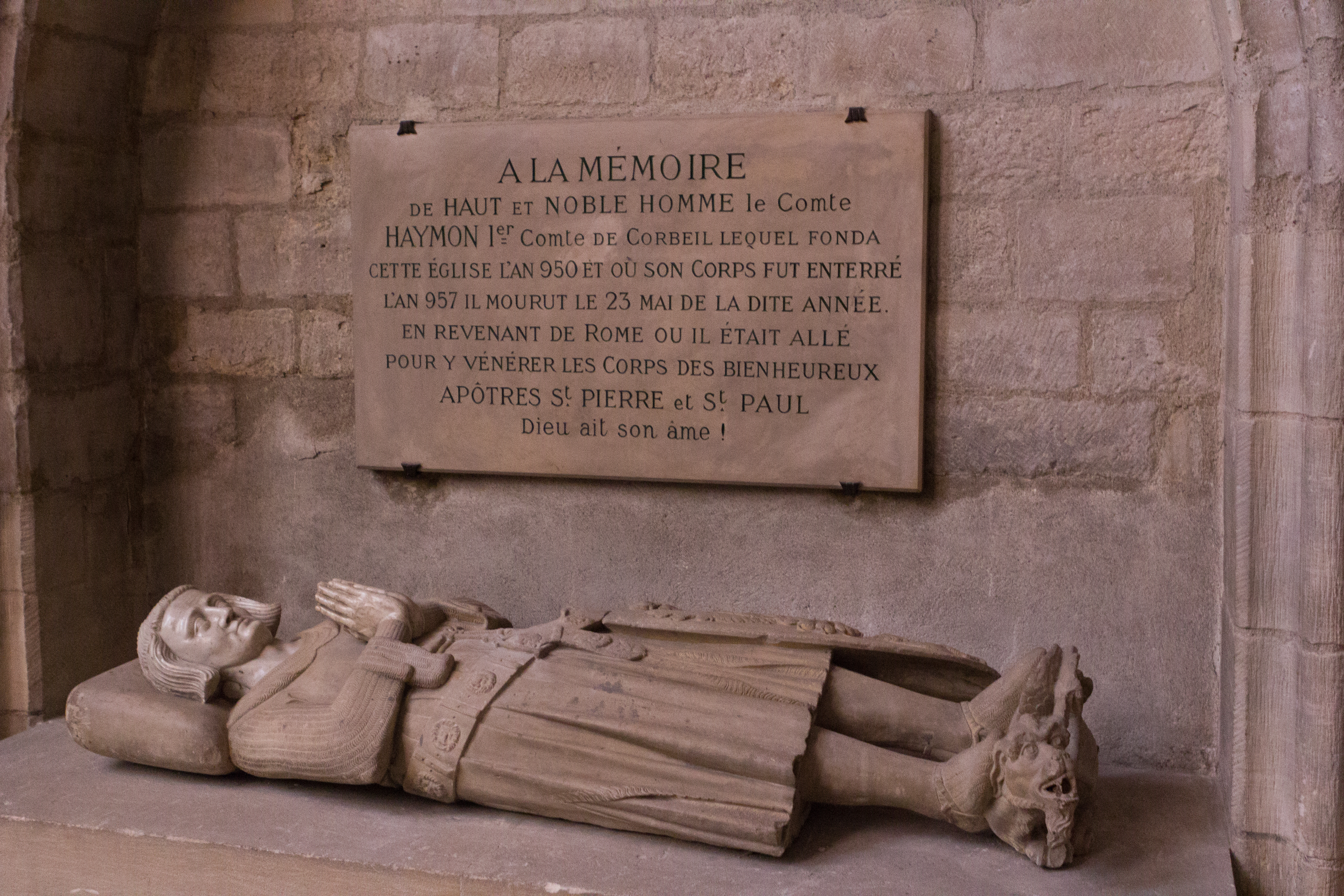
Gisant du comte Haymon, situé dans la cathédrale Saint-Spire de Corbeil-Essonnes (réalisé au XIVe siècle).

Le comte Haymon de Corbeil créa en 950 un collège de chanoines pour y recueillir les reliques de saint Exupère (ou saint Spire), premier évêque de Bayeux. Ces reliques, ainsi que celles d'un successeur d'Exupère sur le siège épiscopal de Bayeux, saint Loup, avaient été transférées en 863 depuis Bayeux pour être conservées au château de Palluau en Gâtinais, dans la seigneurie de Corbeil, afin de les soustraire aux incursions des Normands. Les reliques de saint Exupère furent transférées en 950 au château de Corbeil, en attendant la construction de l'église qui devaient les recueillir, et qui devait être desservie par un collège de douze prêtres. Les reliques de saint Loup, qui avaient été confiées à l'abbaye de Cormery, en Touraine, furent à leur tour transférées à la garde des chanoines de Saint-Spire de Corbeil autour de l'an 1000.
Le comte Haymon mourut le 23 mai 957 et fut inhumé dans la collégiale nouvellement construite.

### Acquisition du statut d'abbaye

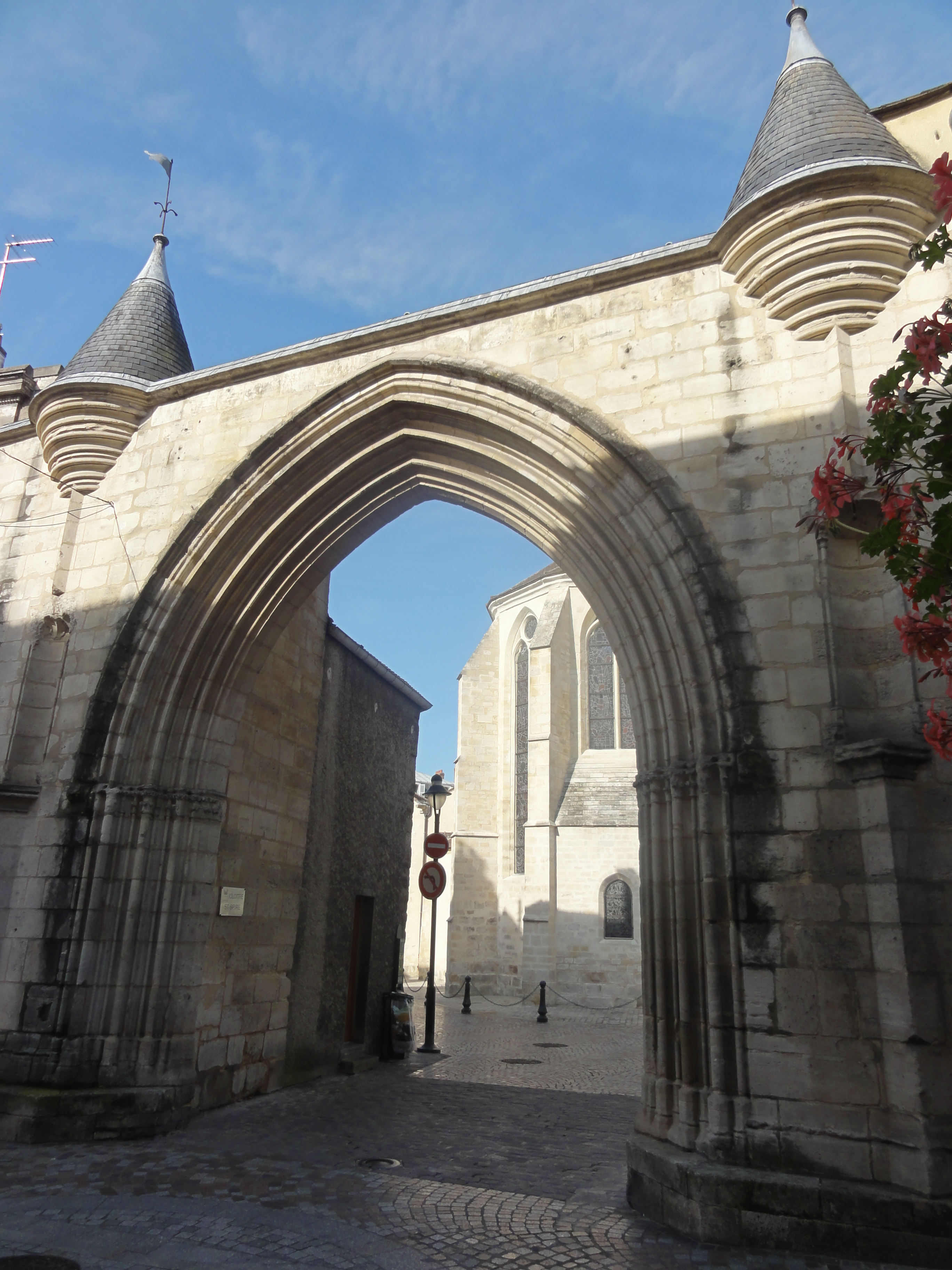
Portail du cloître Saint-Spire.

Par une charte du 2 novembre 1071, le comte de Corbeil Bouchard II autorisa la construction d'un cloître autour de la collégiale, et concéda des droits nouveaux aux chanoines. L'établissement fut érigé en abbaye, ce qui était inhabituel, les collèges de chanoines séculiers étant en général présidés par de simples recteurs, doyens ou encore prévôts. Ce privilège ne transforma cependant pas la nature de l'établissement, qui demeura une assemblée de clercs séculiers, et ne fut jamais transformé en maison régulière. L'abbé également était un clerc séculier. 
Il est avéré qu'un chantre officiait à Saint-Spire de Corbeil. Un certain Adam, cantor de sancto Exuperio est mentionné dans un titre d'environ 1140, inclus dans le cartulaire du prieuré de Long-Pont. Cette dignité étant d'un faible revenu, on lui adjoindra ultérieurement, en 1394, une prébende. 
Concernant l'organisation du chapitre, il est également avéré que le prieuré d'Essonne bénéficiait d'une prébende à Saint-Spire dès le XIIe siècle. Le prieur d'Essonne bénéficiait aussi du droit de tenir la première place auprès de l'abbé de Saint-Spire lorsqu'il s'y trouvait en personne. Ces droits furent confirmés le 20 juillet 1544. 
L'abbaye Saint-Victor de Paris bénéficia également d'un canonicat à Saint-Spire au XIIe siècle. Cette gratification fut concédée à Saint-Victor par Henri de France (frère du roi Louis VII), alors abbé de Saint-Spire, avec le consentement des chanoines. Cette prébende fut confirmée par une bulle du pape Eugène III, puis par arrêt du 27 avril 1560.
Plusieurs incendies détruisirent partiellement la collégiale au XIIe siècle. La nef fut reconstruite aussitôt. La tour-clocher fut construite au siècle suivant. 
Une nouvelle dédicace de l'église fut célébrée le 10 octobre 1437 par Jean VII Lesguisé, évêque de Troyes, qui avait été délégué à cet effet par Jacques du Chastelier, évêque de Paris.

### La Révolution française
En 1793, les reliques de saint Exupère et de saint Loup, conservées depuis tant de siècles dans la collégiale Saint-Spire, qui avait été construite pour cette fonction, furent jetées à la Seine par les révolutionnaires.
La collégiale Saint-Spire fut réduite au rang de simple église paroissiale. Il faudra attendre la fondation du diocèse de Corbeil (par détachement de celui de Versailles) le 1er janvier 1968 pour que l'église soit érigée en cathédrale.

## Description

### Collégiale
L'église primitive, que fit ériger le comte Haymon au Xe siècle, dédiée aux douze apôtres, à saint Exupère et à saint Loup, fut brûlée entre 1137 et 1144. Sa reconstruction fut entreprise aussitôt, sous le règne du roi Louis VII, mais la dédicace n'intervint, comme on l'a vu, que le 10 octobre 1437.
À l'intérieur de la collégiale, plusieurs chapelles étaient dédiées à des saints particuliers. Un bénéfice ecclésiastique était attaché à chacune d'entre elles. Sont mentionnées :
- La chapelle de Saint-Clément, permutée en 1499.
- La chapelle de Saint-Pierre Alexandrin, à la nomination du chapitre, en 1503.
- La chapelle de Saint-Germain, évêque d'Auxerre, conférée en 1506 et 1560.
- La chapelle de Saint-Louis, évêque de Marseille, conférée en 1525.
- La chapelle de Saint-Martin. Mentionnée en 1482, elle servait d'église paroissiale et était qualifiée comme telle, ou encore comme cure. Elle est encore mentionnée en 1503, puis à nouveau le 23 octobre 1517, lorsque l'évêque de Paris nomma un nouveau curé attaché à cette paroisse, contre l'avis du chapitre, et enfin le 4 septembre 1537, également à l'occasion de la nomination du nouveau curé. Cette cure est également mentionnée dans le pouillé parisien du XVe siècle, sans que soit spécifié le nom du saint dédicataire de la chapelle. Le curé attaché à la paroisse avait douze livres de revenu dans la mense du chapitre.
- La chapelle de Saint-Gilles. Cette grande chapelle située au nord de la collégiale renfermait les fonts baptismaux. Selon La Barre, elle était dédiée initialement à saint Loup, évêque de Bayeux. Selon l'abbé Lebeuf, elle aurait été bâtie au XIIIe siècle.

## Liste des abbés séculiers
Source : La liste des abbés séculiers de Saint-Spire de Corbeil est établie principalement, sauf mention contraire en note, selon Fisquet 1864-1874 selon la Gallia Christiana 1744, selon la Monographie de l'église St-Spire de Corbeil (Seine-et-Oise) de M. Pinard. Les noms figurant entre parenthèses en latin sont ceux donnés textuellement par la Gallia Christiana. Les noms de certains abbés, notamment du Moyen Âge, ne nous sont pas parvenus, et cette liste est donc lacunaire.
Les abbés dont le numéro du rang est en violet étaient également évêques ou archevêques.
| Rang | Portrait/Blason | Abbatiat                              | Abbé                                                                       | Notes |
| ---- | --------------- | ------------------------------------- | -------------------------------------------------------------------------- | --- |
| 1    |                 | ment. 2 novembre 1071                 | Jean Ier de Corbeil (lat. Johannes de Corbolio)                            | Il était le fils de Frédéric (ou Ferry) de Corbeil et le frère de Baudouin, ainsi qu'on le lit dans l'Histoire des Antiquités de cette ville. Il est mentionné comme abbé de Saint-Spire dans une charte de Bouchard II, comte de Corbeil, datée du 2 novembre 1071, par laquelle celui-ci permit la construction du cloître de l'abbaye et octroya des franchises à l'établissement monastique. Cet abbé était un véritable tyran pour ses chanoines et il avait la réputation de ne craindre ni Dieu ni les hommes. Il s'arrogeait des droits factices, utilisait les chandelles et la cire de son église pour son usage personnel, vendait ou donnait à sa guise la prébende du chevecier et commettait de nombreuses autres exactions dont ses chanoines trouvèrent à se plaindre régulièrement. Il fallut l'intervention du comte Bouchard II, de l'évêque de Paris Godefroy de Boulogne, de l'archidiacre Dreux, de son frère Baudouin de Corbeil et du fils de celui-ci Frédéric (ou Ferry) II, et d'autres personnages encore, pour que les droits et coutumes de l'abbaye soient préservés. |
| 2    |                 | ment. 1127                            | Antoine Bernier (lat. Bernerus, ou Bernerius)                              | Il n'est connu que par une charte de 1127. Il est peut-être le même que Bernier, doyen de l'Église de Paris en 1118. |
| 3    | [ 9 ]           | vers 1142-vers 1145                   | Henri de France (lat. Henricus a Francia)                                  | Fils du roi Louis VI le Gros et d'Adélaïde de Savoie, il fut destiné très jeune à la carrière ecclésiastique. Tonsuré en 1134 à l'âge de treize ans, sous-diacre deux ans après, pourvu d'un archidiaconé à la cathédrale d'Orléans en 1142, il devint très rapidement abbé de nombreux établissements ecclésiastiques, auxquels étaient attachés des bénéfices lui permettant de tenir son rang de prince du sang. En plus du siège de l'abbaye Saint-Spire de Corbeil, il occupa ceux des abbayes Notre-Dame d'Étampes, Notre-Dame de Mantes, Notre-Dame de Poissy, Saint-Mellon de Pontoise, Saint-Guenaud de Corbeil, Saint-Martin de Champeaux et Saint-Denis de la Chartre. Il aurait également compté parmi les dignitaires du chapitre de Paris et aurait été chanoine et trésorier de Beauvais. Comme abbé de Saint-Spire, il procura une prébende de son abbaye à celle de Saint-Victor de Paris, en fait au prieur de Saint-Guénault de Corbeil, représentant l'abbaye Saint-Victor auprès du chapitre collégial de Saint-Spire. En 1146, il renonça à tous ses bénéfices après avoir rencontré saint Bernard à Clairvaux. Cependant trois ans plus tard, en 1149, il devint comte-évêque de Beauvais, puis en 1162 duc-archevêque de Reims. Il mourut le 13 novembre 1175.                                  |
| 4    |                 | vers 1145-† 4 septembre 1161          | Philippe de France (lat. Philippus a Francia)                              | Frère du précédent. Il fit don en 1145, sous conditions, à Saint-Denis et à l'église Notre-Dame-des-Champs-sur-l'Essonne, qui en dépendait, d'une prébende à Saint-Spire de Corbeil, avec le consentement de son frère, le roi Louis VII. En 1155, il accorda les annuités des prébendes changeant de titulaire à quatre prêtres qui seraient destinés au service assidu de Dieu dans l'église de Saint-Spire. Philippe de France fut également abbé de Saint-Corneille de Compiègne, ainsi que chanoine et archidiacre de l'Église de Paris, dont il refusa le siège épiscopal. Il fut inhumé dans la cathédrale Notre-Dame de Paris. |
| 5    |                 | ment. 1190-† 7 janvier 1217           | Hugues Clément (lat. Hugo Clément)                                         | Il était le fils de Robert III Clément, mort en 1182, seigneur du Mez (en Gâtinais), ministre de Philippe-Auguste, et le frère d'Henri et d'Albéric (ou Aubry) Clément, tous deux maréchaux de France. Il est mentionné pour la première fois en 1190, reconnu exempt de la visite de l'évêque et de l'archidiacre de Paris. Le pape Célestin III, à sa demande, lui accorda une bulle localisée à Latran et datée du 1er février 1196, par laquelle était confirmée une donation d'une prébende qu'il avait faite à la fabrique de son église. Hugues Clément est mentionné de 1200 à 1208 comme tout à la fois abbé de Saint-Spire et doyen de l'Église de Paris. En cette même année 1208 trois délégués du Saint-Siège (le prieur de Saint-Éloi de Paris, le doyen de Saint-Germain l'Auxerrois et Gauthier Cornu, chanoine de l'Église de Paris et neveu d'Hugues Clément) octroyèrent des statuts pour le chapitre de l'abbaye de Saint-Spire. Déjà auparavant, Hugues avait établi qu'on élirait chaque année un chanoine et un chapelain, qui percevraient les revenus de la fabrique et de la prébende à eux assignée, sauf à rendre compte de leur gestion toutes les fois qu'il y aurait chapitre général, et à payer une amende de dix livres parisis chaque fois qu'ils seraient convaincus de négligence. |
| 6    |                 | ?-1354                                | Simon de Brayche (ou de Braiche)                                           | Il était aumônier du roi Philippe VI et chanoine de l'Église de Paris. Il est mentionné comme abbé de Saint-Spire en 1354, dans les registres de la Chambre des comptes de Paris. |
| 7    |                 | 1354-ment. 22 février 1355            | Michel Ier de Brayche (lat. Michael de Brayche, ou de Braiche)             | Neveu du précédent. Également aumônier du roi et chanoine de l'Église de Paris. |
| 8    |                 | ment. 10 octobre 1437, 8 octobre 1448 | Jean II de Chaumont (lat. Johannes de Chaumont)                            | Il était également chanoine de la Sainte-Chapelle. C'est sous son abbatiat que l'église Saint-Spire reçut une nouvelle dédicace, le 10 octobre 1437. Le 8 octobre 1448, il donna pouvoir à Jean et à Robert d'Estouteville, chevaliers, conseillers et chambellans du roi, à Robert Poitevin, trésorier de la collégiale Saint-Hilaire de Poitiers, et à Renaud de Thierri, doyen de Mehun-sur-Yèvre (archidiocèse de Bourges), de traiter de la permutation de son abbaye séculière avec Jean de la Mort en échange de la cure de Saint-André de Savigny (archidiocèse de Lyon), dont ce dernier était titulaire. |
| 9    |                 | vers 1448-† mai 1484                  | Jean III de la Mort (lat. Johannes Mortis, ou de Mortis)                   | Il était conseiller au Parlement de Paris et chanoine et chantre de la Sainte-Chapelle. Comme indiqué supra, il échangea sa cure de Saint-André de Savigny, dans l'archidiocèse de Lyon, avec l'abbaye Saint-Spire de Corbeil. Sous son abbatiat en 1454, on fit fabriquer une nouvelle châsse pour conserver les reliques de saint Spire. C'est également vers cette époque que le roi fit prélever sur les reliques de saint Spire conservées à Corbeil une relique destinée à enrichir le trésor de la Sainte-Chapelle. Il fut inhumé à l'entrée de l'église basse de la Sainte-Chapelle. |
| 10   |                 | ment. 1491                            | Nicolas Ier Mijon                                                          | Il est cité en qualité d'abbé dans l'acte du chapitre général de 1491, où il fut question de la fête des Innocents, qui se célébrait d'une manière singulière dans la collégiale, comme dans beaucoup d'autres églises du royaume de France. |
| 11   |                 | † vers 1525                           | Denis Ier Morain                                                           | Il resta abbé de Saint-Spire de Corbeil jusqu'à sa mort. |
| 12   |                 | 21 juin 1525-ment. août 1529          | Jean IV Moynardeau (ou Jehan Moynardeau)                                   | Il succéda au précédent, décédé, dans l'abbaye et la prébende de Saint-Spire de Corbeil le 21 juin 1525. En août 1529, il eut une discussion avec le chapitre des chanoines parce que, contrairement aux décrets du concile de Tolède, il s'était présenté au chapitre général avec la tonsure non rasée et les cheveux longs. |
| 13   |                 | † 12 juillet 1542                     | Denis II de Brévedent (ou Denys de Brévedent, lat. Dionysius de Brévedent) | Il était seigneur de Vanecroq et conseiller au Parlement de Rouen, ville où il mourut. Il fut inhumé dans l'église Saint-Sauveur de Rouen, dans le tombeau familial. Un autre Denis de Brévedent, abbé de la Trappe de 1555 à 1573, fut également inhumé dans ce tombeau. |
| 14   |                 | † 1569                                | Jacques Ier Ranisy (lat. Jacobus Ranisy)                                   | |
| 15   |                 | ?                                     | Michel II Mathis (lat. Michael Mathis)                                     | Il était natif de Corbeil. Prêtre et chantre ordinaire de la musique du roi, il fut abbé séculier de Saint-Spire pendant plus de 40 ans. |
| 16   |                 | † 12 septembre 1632                   | Gabriel Mathis                                                             | Neveu du précédent, il naquit à Corbeil. Bachelier en droit canonique, il était aumônier du roi et curé de Notre-Dame de Corbeil. Il n'était pas encore dans les ordres lorsqu'il prit possession de l'abbaye. Il fut le dernier abbé qui résida continuellement dans l'abbaye. Il mourut à l'âge de 35 ans et fut inhumé dans l'église Notre-Dame de Corbeil. |
| 17   |                 | ?                                     | Martin Lucas                                                               | |
| 18   |                 | ?                                     | Charles de Bourlon (ou Bourbon ?)                                          | |
| 19   |                 | ment. 24 octobre 1640-† 1652          | Jacques II Geoffroi (lat. Jacobus Geoffroi, ou Geoffroy)                   | Il était grand vicaire de l'archevêque de Reims. Le 24 octobre 1640, les chanoines de Saint-Spire, assemblés en chapitre, lui firent remontrance de ce qu'il portait, pendant l'office divin, un vêtement inusité et différent de celui de ses collègues. Jacques Geoffroi est mentionné une dernière fois le 30 juillet 1652, lorsqu'il donna l'absolution au duc de Nemours Charles-Amédée de Savoie-Nemours. Il mourut lui-même peu après. |
| 20   |                 | † août 1652                           | Robert de Launay (lat. Robertus de Launay)                                 | Il était le fils aîné de Jean de Launay, conseiller du roi et lieutenant civil et criminel dans la ville et la châtellenie de Corbeil, et de Jeanne Hideulx. Il est cité dans deux chartes comme prêtre et abbé séculier de l'église royale et collégiale de Saint-Spire. Il n'exerça cette charge que quelques jours avant de mourir, en août 1652. Il fut inhumé dans la collégiale. |
| 21   |                 | 14 août 1652-?                        | Jean V de Launay (lat. Johannes de Launay)                                 | Frère du précédent. Il plaida contre le chapitre, pour la préséance et la juridiction. |
| 22   |                 | 7 février 1681-† vers 1718            | Nicolas II de Launay (lat. Nicolaus de Launay)                             | De la même famille que les précédents. Il était chanoine régulier de la congrégation de France. |
| 23   |                 | ?-1731                                | Pierre de la Lande (lat. Petrus de la Lande)                               | Il était également chanoine et prévôt de la cathédrale de Marseille. Il tenta sans succès d'obtenir le priorat de la commanderie de Saint-Jean-en-l'Isle, près de Corbeil. Il se démit en 1731. |
| 24   |                 | janvier 1732-† 18 novembre 1753       | Jean-François Beaupied (lat. Johannes Franciscus Beaupied)                 | Il était docteur en théologie de la faculté de Paris. Il est l'auteur des « Vies et miracles de S. Spire et S. Leu, évêques de Bayeux. ». En 1738, il fit procéder à la translation des reliques de saint Regnobert dans une nouvelle châsse. Il fut inhumé dans la collégiale. |
| 25   |                 | 8 avril 1754-† 13 mai 1778            | Guillaume Giffard (né Fitz-Haris)                                          | Il était d'origine irlandaise. Il fut inhumé dans la collégiale. |
| 26   |                 | 17 septembre 1778-† 8 mars 1786       | Nicolas III Testu                                                          | Il était curé de Mennecy. Il fut inhumé dans la collégiale, sous l'aigle du chœur. |
| 27   |                 | 13 juillet 1786-vers 1790             | Jean VI Seguin                                                             | Dernier abbé de Saint-Spire. Originaire du diocèse de Clermont, il était vicaire général du diocèse de Saint-Claude. |